# Braden Gellenthien
Braden Gellenthien (ur. 26 kwietnia 1986) – amerykański łucznik, sześciokrotny medalista mistrzostw świata, czterokrotny halowy mistrz świata. Startuje w konkurencji łuków bloczkowych.
Największym jego osiągnięciem jest czterokrotne drużynowe mistrzostwo świata (2003, 2005, 2007), srebrny medal w Lipsku i brązowy w Nowym Jorku indywidualnie oraz halowe mistrzostwo świata w 2007 roku w Izmirze, gdzie zdobył złoty medal indywidualnie i drużynowo.
W 2019 wywalczył srebrny medal igrzysk panamerykańskich w kategorii łuk bloczkowy indywidualnie.